# L'Opinion publique (journal montréalais)

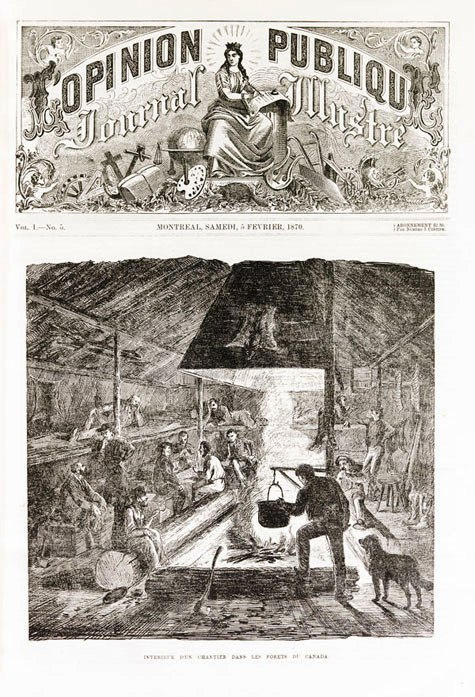
La une du 5 février 1870 : Intérieur d'un chantier dans les forêts du Canada

Pour les articles homonymes, voir L'Opinion publique (homonymie).
Ne doit pas être confondu avec L'Opinion publique (journal franco-américain).
L'Opinion publique est un magazine hebdomadaire illustré publié à Montréal de 1870 à 1883 par George-Édouard Desbarats. Il est considéré comme étant le premier journal illustré francophone au Canada. 

## Vie du périodique

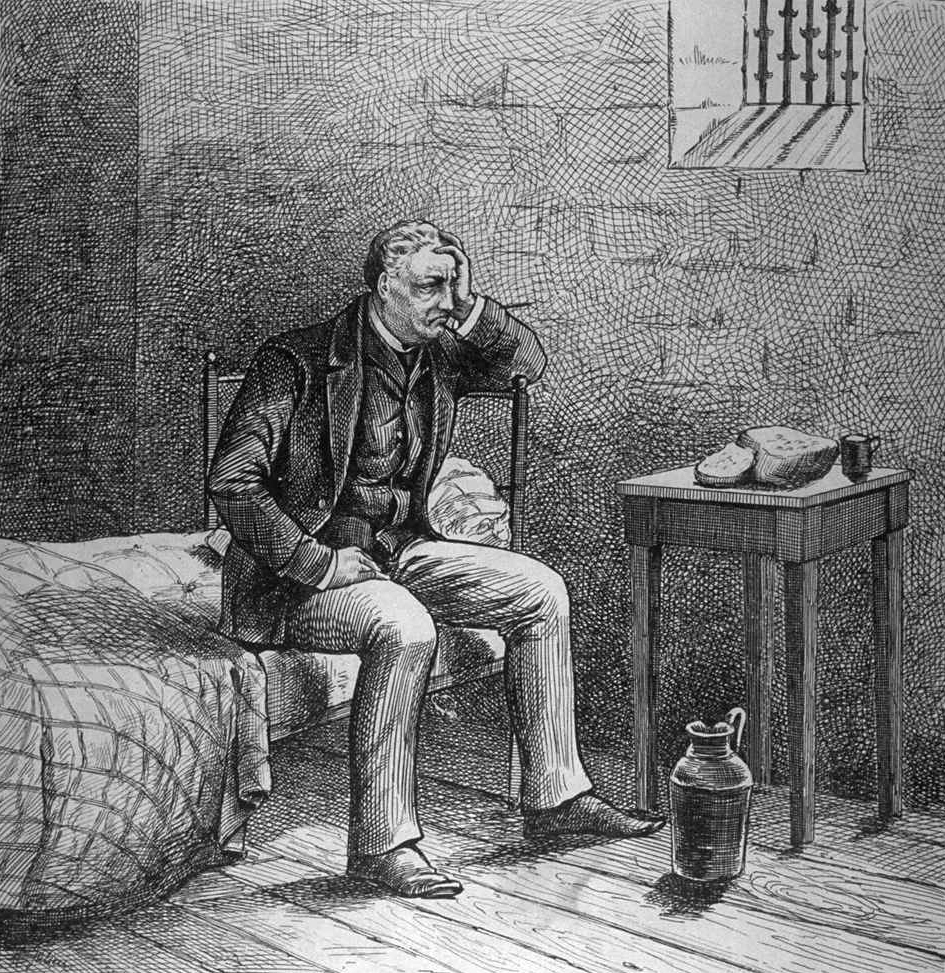
Le remède futur à la corruption électorale par Henri Julien, gravure publiée dans L'opinion publique, 19 août 1875

L'Opinion publique est fondé à Montréal par George-Édouard Desbarats, Laurent-Olivier David, et Joseph-Alfred Mousseau. La vision initiale de ce périodique se veut non partisane. Elle tend donc vers une certaine neutralité politique, sans toutefois négliger de représenter les droits des francophones au Canada. La couleur éditoriale trahit néanmoins un certain nationalisme. La première édition parait le 1er janvier 1870. La périodicité est d'abord à tous les samedis, puis, à partir du 28 avril 1870, presque toujours le jeudi. L'Opinion publique est le pendant francophone du journal Canadian Illustrated News aussi produit par George-Édouard Desbarats à Montréal. Pour ces deux publications, ce dernier collabore avec William Leggo, inventeur de la « leggotypie », une technique de similigravure qui permet d'obtenir une gravure en demi-teintes à partir d'une photographie ; Leggo et Desbarats en avaient pris le brevet conjointement. Le Canadian Illustrated News a la réputation d'être le premier magazine au monde à pouvoir faire, semaine après semaine, de bonnes reproductions de photographies. Cette technologie répond aux besoins de Desbarats qui prône que l'image est « la manière la plus directe et la plus sûre d'atteindre l'esprit ». Malgré leurs similitudes - certaines illustrations et parfois même du contenu du Canadian Illustrated News sont réutilisés dans L'Opinion publique [réf. nécessaire] - les deux hebdomadaires sont indépendants et les journalistes et les collaborateurs différent.
Au cours des premières années d'activité, le journal, sous la gouverne de Laurent-Olivier David, a des tendances nationalistes et libérales, ce qui est contraire aux accords initiaux de neutralité. Il quitte ainsi le journal à la fin de 1873 afin d'éliminer les ambiguïtés politiques. Oscar Dunn remplace Joseph-Alfred Mousseau.   
En 1875, à cause de problèmes financiers et par souci de conserver son lectorat, l'Opinion publique devient essentiellement un magazine culturel. Même si les sujets politiques ne sont plus guère abordés, les collaborations de l'abbé Casgrain, de Joseph Tassé, de Benjamin Sulte, de Louis Fréchette et surtout les dessins d'Henri Julien continuent à attirer les lecteurs.
De 1870 à 1874,  le magazine a une édition américaine en français grâce à l'acquisition, en novembre 1870, de L'Étendard national, journal fondé l'année précédente à Worcester (Massachusetts) par Ferdinand Gagnon, qui continuera d'y contribuer.
La dernière édition du journal parait le 29 décembre 1883. L'Opinion publique comme le Canadian Illustrated News cesseront de paraître à la fin de 1883, mais, en beaucoup de choses, ils auront préfiguré la presse du XXe siècle.

## Collaborateurs
- Joseph-Alfred Mousseau
- Laurent-Olivier David
- Oscar Dunn, rédacteur en chef[6]
- Henri Julien, illustrateur
- Napoléon Legendre, chroniqueur
- Joseph Tassé
- Benjamin Sulte
- Louis Fréchette
- John Henry Walker, graveur[9]